# Italská literatura
Italská literatura je literatura psaná v italštině hlavně na území Itálie. Rovněž do ní lze zařazovat literaturu psanou Italy nebo literaturu napsanou v jiných jazycích, které se používají v Itálii, často v těch, které jsou úzce spjaty s moderní italštinou. Jeden z prvních příkladů italské literatury je tradiční lyrická poezie psaná v okcitánštině, která do Itálie pronikla do konce 12. století. Od roku 1230 se sicilská básnická škola stala pozoruhodnou jako první ve standardní italštině. Dante, jeden z největších italských básníků, je pozoruhodný díky své Božské komedii. Francesco Petrarca prováděl klasický výzkum a psal lyriku.

## Původ

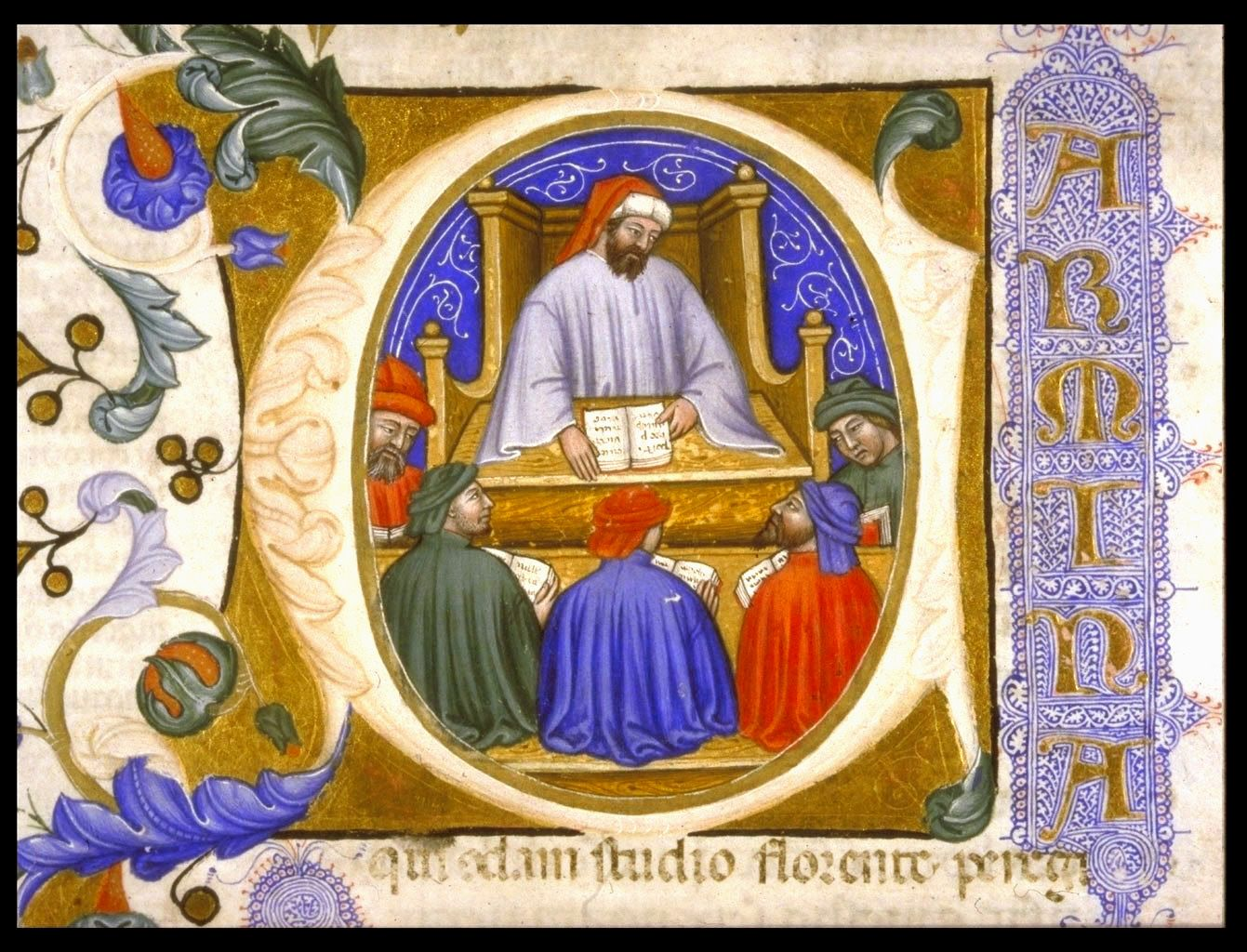
Iniciála z manuskripty "Consolatio philosophae" - Anicius Manlius Severinus Boetius vyučuje žáky

Na konci 5. století vpadli severští dobyvatelé na území rozpadající se Římského impéria. Římská říše se postupně rozpadla, ale latinská tradice se držela při životě díky Cassiodoriovi, Boetiovi, Symmachovi.
V Ravenně vzniklo pod Theodorich Velkým nové království Gótů. Svobodná umění vzkvétala, gótští králové se obklopovali mistry rétoriky a gramatiky. V Itálii také zůstaly některé školy ateistické a právě v nich vyrostlo několik skutečně výjimečných lidí jako Magnus Felix Ennodius, básník spíše pohanský než křesťanský, Arator, Venantius Fortunatus, Venantius Jovannicius, Felix Gramatik, Petr z Pisy, Paulinus z Aquilei a mnoho jiných.
Italové si nikdy nelibovali v teologickém studiu a ti, kteří na něm záviseli, preferovali Paříž před Itálií. Italy přitahovalo něco praktičtější, pozitivnější – obzvláště studium římského práva. To přispělo pozdějšímu založení středověkých univerzit ve městech Bologna, Padova, Vicenza, Neapol, Salerno, Modena a Parma. Ty zase pomáhaly šířit kulturu a připravovat půdu pro vývoj nové literatury v lidové řeči. Přetrvávání klasických tradic, zanícení pro památky Říma, zvláště politické zájmy, které se projevily ve válkách lombarských komun proti říši Štaufů, duch inklinující více k praxi než k teorii – toto vše mělo silný vliv na osud italské literatury.
Zatímco se legendy, příběhy, epické básně a satira objevovaly a šířily ze všech stran, Itálii byly tato hnutí buď cizí nebo v nich hrály zvláštní roli. Známe například čím byly trojské tradice ve středověku – a měli bychom si myslet, že v Itálii – zemi Říma, přetrvávající památky Aeneas, Vergilius – by měly být obzvlášť rozvinuté. Nebylo to však tak. V Evropě se objevila zvláštní kniha, nikdo přesně neví kdy, Historia de excidio Troiae napsána údajně jistým Darésem, očitým svědkem trojské války. Ve středověku se stala tato kniha základem mnoha prací. Benoît de Sainte-Maure sestavil na jejím základě velmi dlouhou francouzskou báseň, která se zase stala zdrojem pro jiné básníky jako Herbort von Fritzlar a Konrad von Würzburg. Nyní k italskému fenoménu – zatímco Benoît de Sainte-More napsal svou báseň ve francouzštině, berouc materiál z latinské historie, dva němečtí spisovatelé vytvořili ve svém jazyce téměř originální dílo – na druhé straně Ital podle Benoita sestavil v latině Historia Destruction Troiae; byl jím Guido delle Colonne z Messiny, jeden z básníků Sicilské školy píšících v lidovém jazyce. Guido byl imitátor provensálštiny; rozuměl francouzsky a přesto napsal svou knihu latinsky, čímž změnil trubadúrskou romanci na seriózní historii.
Stejně se stalo s jinými velkými legendami. Legenda o Alexandrovi Velkém inspirovala v Itálii jeho latinské dvojče Qualichino z Arezza. Celá Evropa byla plná Krále Artuše. Italové se spokojili s překladem a zkrácením francouzských románů. Dokonce i náboženské legendy mají v Itálii pouze slabé kořeny. Jacobus de Voragine sbírající své životy svatých zůstal pouze historikem, učencům, téměř kritikem pochybujícím o věcech, které popisoval. Itálie nemělo žádnou z knih, ve kterých je středověk tak zvláštně zobrazen, ať už v jeho asketickém nebo rytířském pojetí. Intelektuální život v Itálii se projevil ve zvláštní, pozitivní, téměř vědecké formě, ve studiu římského práva, v záznamech Farfa, Marsicana a jiných, v překladech Aristotela, v učeních salernské školy, krátce v Milionu Marca Pola, v dlouhé sérii faktů, které se zdají být odděleny od faktů středověku a na druhé straně sjednocené s klasickým Římem a renesancí.
Latina v Itálii měla neměnnost a vývoj nového národního jazyka byl velmi pomalý, předcházely mu dvě období italské literatury v cizích jazycích a francouzštině. Mnozí Italové jako Albert Malaspina (12. století), Ferrarino Trogni da Ferrara, Lanfranc Cigala, Bertolome Zorzi, Sordello, Rambertino Buvalelli, Nicoletto da Torino psali básně v provensálštině opěvující válku a lásku. Žili na dvorech nebo mezi lidmi, navykajíc je na nové zvuky a harmonie.
V téže době existovala i jiná poezie epického druhu psaná v smíšeném jazyce založeném na francouzštině, ale s tvary a slovy z italských dialektů, které se soustavně míchaly. Můžeme to pozorovat na hybridních slovech podle zvuků podle pravidel obou jazyků, francouzská slova s italskými koncovkami. Systém vokalizace ve slovech blížící se italo-latinskému použití, něco, co patří najednou oběma jazykům, jakoby pokus o vzájemné překlenutí při splynutí. Patří sem chansons de geste, Macaire, Entre en Espagne, Prise de Pampelune (autor Niccolò da Verona) a jiné. To vše předcházelo příchodu čistě italské literatury.

## Vznik lidové literatury
Jak pokračoval boj mezi francouzštinou a italštinou, francouzština prohrávala. Znovu se objevovaly hybridní tvary, ale už nepřevažovaly. V dílech Buovo d'Antona a Rainaldo e Lesengrino je jasně cítit benátský dialekt, ačkoli jazyk je ovlivněn francouzskými tvary. Tato díla, která Graziadio Isaia Ascoli nazval miste (smíšené), přímo předcházely čistě italskou literaturu.
Dnes je prokázáno, že určitý druh literatury existoval již před 13. stoletím:
Ritmo cassinese, Ritmo su Sant'Alessio, Laudes creaturarum, Ritmo Lucchese, Ritmo Laurenziana, Ritmo Bellunese klasifikuje Segre et al. jako "Archaická díla" (Componimenti Arcaici): "tak se označují první literární díla v běžné italštině, která se datují od posledních dekád 12. století do časných dekád 13. století." (Segre, 1997). Ale jak poukazuje, tato literatura nemá zatím jednotné stylistické nebo lingvistické vlastnosti. Tento raný vývoj však probíhal na celém poloostrově, rozdíl byl pouze v předmětu umění. Na severu byly poeti Giacomino da Verona a Bonvicino da Riva zvláště zbožní a měli být lidem recitováni. Byly psány v dialektu smíšeného z milánštiny a benátštiny a jejich styl nesl silné znaky francouzské popisné poezie. Lze je považovat za součást populární poezie v širším smyslu slova. Tento druh kompozice byl možná povzbuzen starým severoitalským zvykem poslouchat na náměstích a při cestách písním žonglérů. Stejným davem, které těšily romantické příběhy a které poslouchali příběhy zkaženosti Macaire a neštěstí Floris a Blancheflour, jiný žonglér zpíval o hrůzách Babilonia Infernale a požehnanosti Gerusalemme Eccles, a zpěváci zbožné poezie soutěžili v chansons de geste.

## Sicilská škola
Literatura s uniformnějšími znaky se objevila na jihu Itálie, zvláště po roce 1230, který označuje začátek tzv. Sicilské školy. Její význam je spíše v jazyce (vytvoření první standardní italštiny) jako v předmětu – písně o lásce z části tvořeny na základě poezie v provensálštině importované na jih Normany a Šváby pod vedením Fridricha II. Ačkoli může vypadat uměle, tak se tato poezie liší od francouzské v jejím pojetí ženy, určitě platoničtějším a méně erotickém. Znak, který se dále rozvíjel Dolce stil nově později ve 13. století v Bologni a Florencii. Na rozdíl od italských trubadúrů není ani řádek napsán ve francouzštině. Namísto toho se běžný repertoár rytířských termínů přizpůsobil italské fonetice, čímž vznikla nová italské slova. Francouzské přípony -iÀre a -ce vytvořily stovky italských slov končících na -iera a -za jako riv-íra, costan-za. Takové přípony a předpony si přisvojili Dante jeho současníci a převzala je další generace italských spisovatelů. K této "škole" patřil Enzo, sardinský král, Pier delle Vigne, Inghilfredi, Guido a Odo delle Colonne, Jacopo d'Aquino, Rugieri Pugliese, Giacomo da Lentini, Arrigo Testa a jiní. Nejznámější je No m'aggio posto in core od Giacoma da Lentiniho, hlavy hnutí, ale i poezie napsaná samotným Fridrichem. Giacomo da Lentinimu se také připisuje vynalezení Sonetu, který později zdokonalil Dante a Petrarca.
Nevýhodou poezie sicilské školy byla cenzura nastolená Fridrichem II.: Do literatury nesměla vstoupit žádná politická témata. V tomto ohledu byla severní literatura, stále rozdělena do komun nebo městských států s poměrně demokratickou vládou schopna poskytovat nové myšlenky, a přesně to dělal žánr sirventés a později Danteho komedie: jeho řádky jsou plné invektiv současných politických vůdců a dokonce papežů. Přestože během vlády Fridricha (a později Manfrediho) převažovaly konvenční písně o lásce, v contraste (za autora se považuje Cielo d'Alcamo) nacházíme zajímavého reprezentanta spontánnější poezie o níž samotní moderní italští kritici mnoho napsali. Tento contraste (rozpor) mezi dvěma milenci v sicilském dialektu jistě není třeba považovat za nejstarší či jedinou báseň populárního druhu. Bezpochyby patří do dob vládce Fridricha II. (Ne později než roku 1250) a je významná jako důkaz, že zde existovala populární poezie nezávislá od literatury. Dnes se většina kritiků shoduje na tom, že contraste Ciela d'Alcamo je pravděpodobně učenecké přepracování některého ztraceného lidového rýmu a má nejblíže k druhu literatury, která zanikla nebo snad byla pohlcena starou sicilskou literaturou. Její rozlišovacím znamením je, že měla právě opačné kvality než poezie básníků sicilské školy, přestože se diskutuje, že její styl zrazuje hloubku znalostí Fridrichovy poezie. Byl zde pravděpodobně satirický záměr v mysli anonymní básníka. Je energická ve vyjadřování pocitů a zdá se, že jejím zdrojem je skutečný sentiment. V cílovém contraste je vše původní, pro konvenčnost zde není místo. Je poznamenána jižanskou smyslností.
Básně sicilské školy byly napsány v prvním známém italském standardu. Tito básníci ho vypracovali pod vedením Frederika II. Kombinuje mnohé typické rysy sicilštiny a v menší, ale nezanedbatelné míře dialekt Apulie a jiné jižní dialekty s mnoha latinskými a francouzskými slovy. Z lingvistických studií sicilské školy Danteho se vyvinuly jeho styly Illustre, Cardinale, aulic, curialis, které později oživil Guittone d'Arezzo v Toskánsku. Prvotní forma těchto básní se stala tímto prvním standardem, ale v Toskánsku se vyskytla v mírně pozměněné formě, protože toskánští přepisovači vnímali pětisamohláskový jihoitalským systém jako sedmisamohláskový. V důsledku toho texty, které italští studenti četli ve své antologii, obsahují verše, které se navzájem nerýmují (někdy sic. -i> -e, -u> -o) a které mohou vysvětlit nedostatek popularity u moderních čtenářů během 19. a 20. století. Ačkoli mnoho z těchto textů bylo obnoveno, musíme se na takové vydání dívat jako na pochybné náhrady originálů, které bohužel mohou být navždy ztraceny.

## Náboženská poezie středního severu
Ve 13. století se v Itálii uchytilo silné náboženské hnutí, jehož příčinou i důsledkem byl vznik dvou velkých řádů – svatých františkánů a dominikánů. O Františkovi z Assisi vznikla legenda, ve které přirozeně převládají imaginární prvky: zázraky a zjevení světce, jeho schopnost mluvit se zvířaty. František nebyl jen velkým mystikem a reformátorem katolické církve, je významně moderní přiřazováním morálního smyslu přírodě. Přestože byl František učencem, byl na hony vzdálen rafinované poezii Frederikova dvora. Připisují se mu mnohé básně. Legenda říká, že v osmnáctém roce jeho pokání, téměř v extázi, nadiktoval Cantico del Sole. Ačkoli o tom existují pochybnosti, tato hymna se připisuje jemu. Je to první velké básnické dílo severní Itálie, napsané veršem význačným asonancí, básnickým prostředkem rozšířeným především v severní Evropě. Ostatní básně, dříve po dlouhou dobu připisované sv. Františkovi, v současné době době postrádají autentičnost.

## Nobelovy ceny
- 1906 – Giosuè Carducci
- 1926 – Grazia Deledda
- 1934 – Luigi Pirandello
- 1959 – Salvatore Quasimodo
- 1975 – Eugenio Montale
- 1997 – Dario Fo